# Museu Histórico do Tocantins
O Museu Histórico do Tocantins é um museu público estadual localizado na cidade de Palmas, capital do estado de Tocantins, Brasil. Inaugurado em 18 de março de 2002, está instalado no chamado Palacinho, a primeira edificação construída em Palmas, no ano de 1989, logo após a criação do estado do Tocantins. O edifício, que serviu de sede ao governo de Tocantins até a construção do Palácio Araguaia, é tombado na esfera estadual desde 1992. O museu abriga a mais importante coleção de objetos artísticos, históricos, arqueológicos e etnográficos do estado de Tocantins.

## Palacinho
O Museu Histórico do Tocantins encontra-se instalado desde sua criação no chamado "Palacinho", um edifício de madeira que foi a primeira construção da cidade de Palmas, erguida no ano de 1989. Inicialmente, o edifício serviria de abrigo temporário às autoridades durante as visitas das obras de construção da cidade, a mais nova das capitais brasileiras. Entretanto, em função da transferência antecipada da capital provisória de Miracema do Tocantins para a sede definitiva do executivo estadual, o Palacinho foi adaptado para sediar o governo do estado até que as obras do Palácio Araguaia fossem concluídas.
O Palacinho serviu de sede ao governo de Tocantins entre 1º de janeiro de 1990 e 9 de março de 1991. Posteriormente, serviu de abrigo para a Casa Civil e para Casa Militar, tendo abrigado também as secretarias do Interior, da Comunicação e da Agricultura. Também serviu, por um curto período, de residência oficial do governador. O edifício foi tombado pelo governo estadual em 28 de julho de 1992, por meio da Lei n.º 431, em função de seu valor histórico, artístico e cultural.
Em 18 de março de 2002, o edifício foi transformado na sede do Museu Histórico do Tocantins, instituição subordinada à Fundação Cultural do Estado. Entre janeiro de 2009 e março de 2010, o Palacinho foi restaurado pelo Instituto do Patrimônio Histórico e Artístico Nacional (IPHAN), que realizou intervenções na edificação, nos anexos (Capela de Santa Rita de Cássia) e na área externa. O museu é hoje o espaço museológico com as melhores instalações do estado de Tocantins.

## Acervo
O Museu Histórico do Tocantins possui um acervo vasto e eclético, com objetos de valor histórico, artístico, arqueológico e etnográfico.
A coleção arqueológica é composta por artefatos líticos e cerâmicos produzidos pelos grupos coletores e caçadores que habitavam o território do Tocantins entre 12 000 e 800 anos antes do presente. Já a coleção etnográfica abriga artefatos relacionados aos grupos indígenas que ainda vivem no estado, como os carajás, os xambioás, os javaés, os xerentes, os apinajés e os craós.
A coleção histórica abarca diversos objetos relacionados à trajetória do território que hoje compõe o estado de Tocantins, desde séculos antes de sua criação. Abrange diversos temas, como as expedições de bandeirantes, as navegações pelo rio Tocantins, a presença dos jesuítas e dos aldeamentos criados por eles para a catequização dos índios, a exploração do ouro do norte de Goiás no século XVIII, o movimento emancipacionista do Tocantins desde o início do século XIX e a história recente do estado. Por fim, o museu conserva um acervo relacionado à cultura popular do estado, com objetos referentes a manifestações como as cavalhadas, a congada, a romaria do Bonfim e a festa do Divino.